# تئودور تسو
تئودور تسو با نام کامل (به انگلیسی: Theodore Y. "Ted" Ts'o) (زاده ۱۹۶۸) یک توسعه‌دهنده نرم‌افزار است که بیشتر به خاطر مشارکت‌هایش در توسعه هسته لینوکس و به‌ویژه بخش سیستم‌فایل‌ها شناخته می‌شود. او توسعه‌دهنده و نگه‌دارنده اصلی e2fsprogs است. e2fsprogs شامل ابزارهای فضای کاربری برای فایل‌سیستم‌های ext2 و ext3 است. تسو همچنین یکی از نگه‌دارندگان فایل‌سیستم ext4 است. او در سال ۱۹۹۰ در رشته علوم رایانه از مؤسسه فناوری ماساچوست فارغ‌التحصیل شده‌است. پس از فارغ‌التحصیلی، تا سال ۱۹۹۹ در بخش سیستم‌های اطلاعاتی در ام‌آی‌تی مشغول به کار بود و در کنار چیزهای دیگر، رهبری تیم پروژه کربروس وی۵ را بر عهده داشت. سپس به وی‌ای لینوکس سیستمز رفت و به مدت دو سال در آنجا کار کرد. در دسامبر ۲۰۰۱، توسط آی‌بی‌ام استخدام شد تا برای بهبود دادن کارایی و انعطاف‌پذیری هسته لینوکس کار کند. در دسامبر ۲۰۰۷، او به بنیاد لینوکس رفت و در آنجا مشغول به کار شد.
تسو در ابتدا به عنوان Chief Platform Strategist مشغول به کار بود. در دسامبر ۲۰۰۸، او به سمت مدیر ارشد فناوری منصوب شد. تسو جایگزین مارکوس رکس شد که رکس به ناول برگشته بود. در ژانویه ۲۰۱۰، تسو توسط گوگل استخدام شد. او اظهار داشت که «من می‌خوام بر روی هسته، فایل‌سیستم و دیگر چیزهای مربوط به ذخیره‌سازی کار کنم».
در سال ۱۹۹۴، او /dev/random و درایور مربوط به آن را ساخت که اولین رابط هسته برای لینوکس و یونیکس بود که برای برنامه‌های کاربر اعداد تصادفی تولید می‌کرد. این رابط امروزه به صورت استاندارد در لینوکس، بی‌اس‌دی و دیگر سیستم‌عامل‌های شبه یونیکس تبدیل شده‌است و به طور گسترده استفاده می‌شود.
تسو در سال ۲۰۰۶، جایزه پیشرفت در نرم‌افزار آزاد را از طرف بنیاد نرم‌افزارهای آزاد دریافت کرد.